# تاینای، نیگاتا
تاینای در استان نیگاتا در کشور ژاپن واقع شده‌است که دارای جمعیت ۳۲٬۱۶۵ نفر و مساحت ۲۶۵٫۱۸ کیلومتر مربع با تراکم جمعیت ۱۲۱ نفر در کیلومترمربع است و در تاریخ ۱ سپتامبر ۲۰۰۵ به عنوان شهر شناخته شد.